# Cárpatos occidentales
Los Cárpatos occidentales son una cordillera y provincia geomorfológica que forma la parte occidental de los montes Cárpatos. 
El cinturón de montañas se extiende desde la sierra de los Bajos Beskides de los Cárpatos orientales a lo largo de la frontera de Polonia con Eslovaquia hacia la región morava de la República Checa y el Weinviertel austriaco. En el sur las Montañas Medias Septentrionales abarcan el norte de Hungría. La zona de los Cárpatos Occidentales comprende alrededor de 70.000 km². La cumbre es el Gerlachovský štít (2.655m).

## Definición geográfica
Los Cárpatos occidentales están casi todos alrededor del perímetro bastante exactamente definido por depresiones superficiales. En el noroeste y el norte están separados del Macizo bohemio por la Tierra Baja precarpática y la Tierra Alta de la Pequeña Polonia; al oeste la puerta Morava lleva a los Sudetes. En el suroeste, el sur y sureste, la cadena montañosa decrece hasta la Llanura Panónica, que es un límite significativo entre los Alpes, los Dinarides y la masa principal de los Cárpatos orientales.
El límite entre los Cárpatos occidentales y los Alpes orientales son la cuenca de Viena y las colinas de Hainburgo de los Pequeños Cárpatos en la puerta Devín, un cluse del Danubio. En las montañas este y noreste está limitado por la Cuenca eslovaca del este y la de de Sandomierz, pero la frontera es menos llamativa y pasa a través del terreno de tierra alta, que continúa hacia los Cárpatos orientales.

## Geología

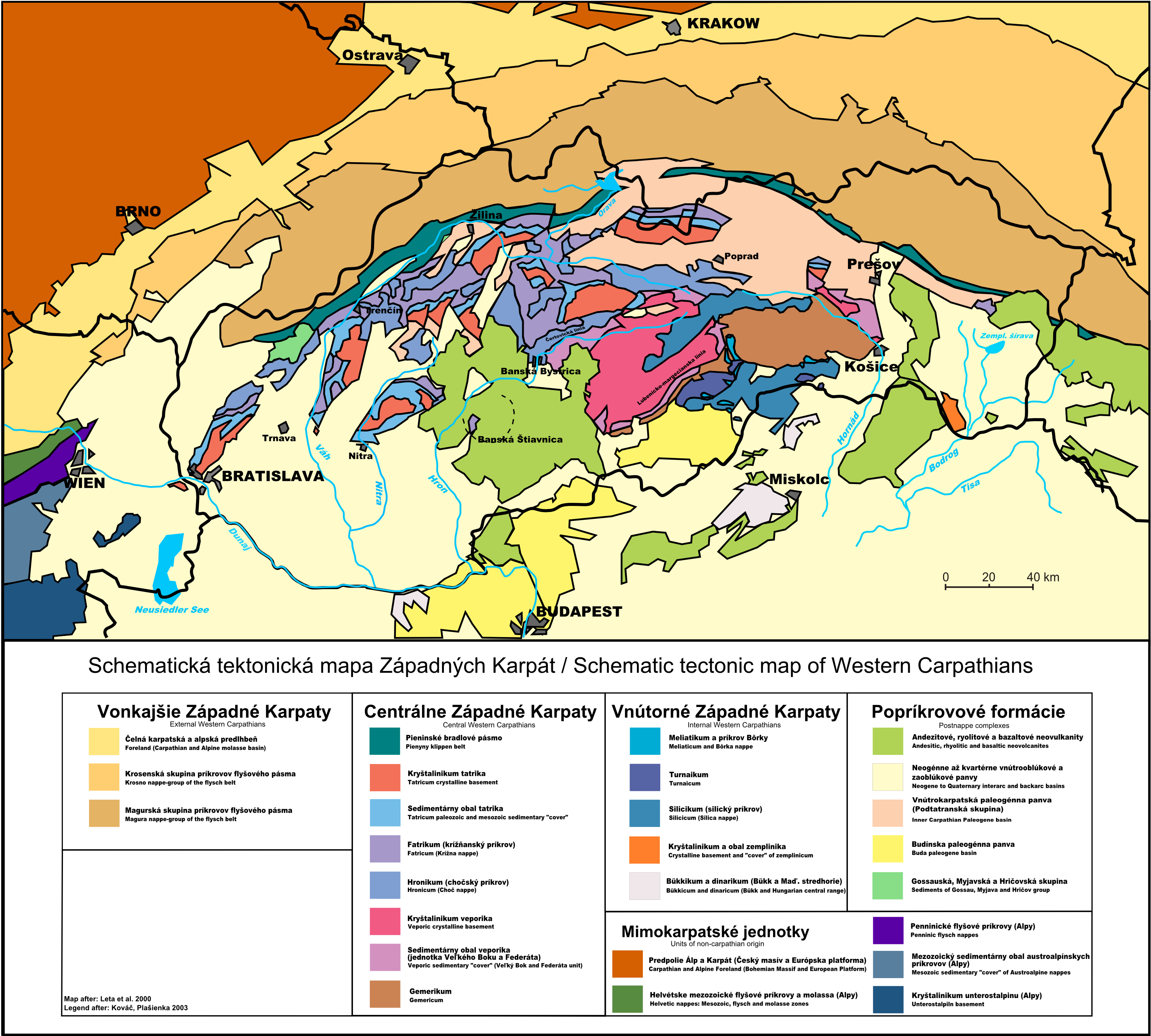
Mapa geológico de los Cárpatos occidentales

Los Cárpatos occidentales son parte de la rama septentrional de la orogenia alpina, que fue formada debido al cierre del océano Tethys.
Los Cárpatos occidentales son parte del cinturón alpino. En el Oeste ellos longitudinalmente se unen a los Alpes, pero el límite exacto está oculto bajo el relleno sedimentario neógeno de la cuenca de Viena. En el Este, el límite con los Cárpatos orientales, está ubicada en el valle del Hernád o río Uzh. El límite norte con el cratón europeo oriental y el macizo bohemio está bien marcado por el surgimiento de nappes del cinturón de flysh. El límite meridional está menos claro, debido a la evolución postorogenética causada por la formación de cuencas, penetrando en la cadena montañosa de manera no uniforme.
Los Cárpatos occidentales son característicos con complicadas estructuras geológicas, que está formada desde el Paleozoico. Las rocas paleozoicas más antiguas experimentaron la primera etapa de deformación durante la orogenia varisca, pero la marga alpina más moderna es común. La orogenia alpina afectó la zona en varias etapas desde el Jurásico hasta el Neógeno. Durante este período partes del océano Tethys fueron conducidos bajo la placa africana y los bloques de los Cárpatos occidentales fueron arrojados sobre el margen de la placa euroasiática.

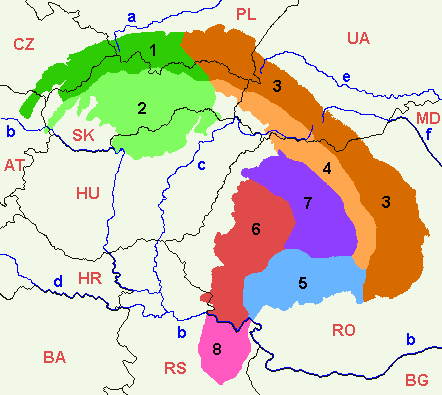
En verde los Cárpatos occidentales

Unidades tectónicas de los Cárpatos occidentales se colocan en orden parecido al de un cinturón, con las unidades externas en el norte y unidades internas en el sur. La evolución alpina de los Cárpatos occidentales está dominada por la extensión y el cierre de dos o tres dominios oceánicos: océano Meliata-Halstatt triásico-jurásico, zona del piedemonte del océano Vahico jurásico-cretáceo y océano de Valais-Magura cretácico-terciario. Después del aplastamiento del océano Meliata, se formaron los Cárpatos occidentales internos. La sutura del dominio vahico finalizó arrojando en los Cárpatos occidentales centrales y consumiento la corteza de las cuencas de flysch de los Cárpatos causaron la formación del prisma de acreción carpática occidental externa.